# Spigno Monferrato
Spigno Monferrato (piemontiul: Spign) település Olaszországban, Piemont régióban, Alessandria megyében. Lakosainak száma 898 fő (2023. január 1.). Spigno Monferrato Dego, Malvicino, Merana, Mombaldone, Montechiaro d’Acqui, Piana Crixia, Roccaverano, Serole, Giusvalla és Pareto községekkel határos.

## Népesség
A település lakossága az elmúlt években az alábbi módon változott:
| Lakosok száma | 1043 | 1015 | 898  |
|               | 2017 | 2018 | 2023 |